# Зоряний кристал (роман)

Обкладинка першого видання роману в 1986 році.

«Зоряний кристал» — науково-фантастичний роман українського письменника Олега Романчука. Написаний на початку 80-х років ХХ століття, та уперше опублікований у журналі «Дніпро» у 1985 році, окремою книгою уперше виданий у львівському видавництві «Каменяр» у 1986 році. Пізніше роман був перероблений і розширений, повторно виданий у 1995 році у львівському видавництві «Універсум», останнє видання роману здійснене також у видавництві «Універсум» в 2016 році.
У романі на фоні фантастичного сюжету — опису подорожей, перебування у різних історичних епохах, нового відкриття та вивчення вже в сучасну епоху кристалу незвичної форми та незвичних властивостей — висвітлюються одвічні філософські питання про місце людини у Всесвіті, межі пізнання людиною навколишнього світу, відповідальність людини за те, що відбувається на Землі, необхідність порозуміння людства як усередині себе, так і з іншими видами інтелекту, в тому числі із штучним інтелектом.

## Сюжет
Роман розпочинається із опису аукціону «Сотбі» у Лондоні, в приміщенні Тауеру, на який виставлено древню чашу, схожу за описом на чашу Грааля. Під час проведення аукціону вже після її продажу чаша раптово вислизнула із рук нового власника, та, перетворившись у куб, самостійно злетіла у повітря, набравши дуже велику швидкість, та пізніше щезнула в атмосфері, де її востаннє спостерігали над Індією.
Події переносяться у стародавню Грецію, де описується повернення відомого філософа Демокріта в своє рідне місто Абдери. За час подорожей по світу він не тільки збагатився знаннями жерців Стародавнього Єгипту, Індії та Персії, а й став власником незвичного кристала у формі жука-скарабея, який йому подарували мідійські маги, та який, на його думку, допоміг йому виправдатися перед жителями свого міста, які звинувачували його у марнотратстві та неповазі до богів.
Далі у романі описується віднайдення цього кристала в сучасний для письменника час у скіфських похованнях на території України, та початок його дослідження українськими вченими-фізиками, які паралельно готують запуск спільного українсько-індійського космічного корабля. Вони встановили, що у деяких випадках кристал може багаторазово збільшувати швидкість дії інтегральних мікросхем комп'ютерів при опроміненні його рентгенівським випромінюванням, а при опроміненні його іншими видами електромагнітних хвиль кристал видав на екран спостереження зображення останньої битви скіфського царя Атея з македонським царем Філіпом. Учені припускають, що кристал-скарабей може бути своєрідним збирачем інформації, ймовірно отриманим землянами від іншопланетної цивілізації.
Паралельно в романі описується подорож Демокріта до Стародавнього Єгипту, його знайомство з прадавньою мудрістю та таємницями місцевих жерців, зрада близьких знайомих та чудесний порятунок, після якого йому довелось тривалий час перебувати в Стародавній Індії. Далі йдеться про його розмови з місцевими мудрецями, які відкривають йому таємницю, що кристал-скарабей не єдиний на Землі, а всього на нашій планеті є три подібних предмети, які зможуть поєднати та вивчити представники різних народів Землі у час великого розвитку науки, та коли у всього людства з'явиться розуміння свого призначення у світі.
Паралельно описується життєпис вченого-енциклопедиста українського походження Аркадія Олександровича Сошенка, який жив у часи Російської імперії. Серед його досягнень, зокрема, був метод визначення центрів стародавній культур, за яким вдалося встановити місцезнаходження столиці стародавніх скіфів Гелона. Український учений також висунув теорію кристалічної будови Землі, на основі якої можна було визначати місця роташування покладів корисних копалин. Проте через його проукраїнські незалежницькі переконання його відкриття не знайшло належної підтримки в царській Росії, й він, не маючи належних джерел прибутку, напередодні Першої світової війни приймає пропозицію британської компанії щодо участі в експедиції з пошуку корисних копалин на території Британської Індії, заснованому на його теорії. До складу цієї експедиції увійшли, за рекомендацією Сошенка, ще троє вихідців з України, і вони відбули з Одеси до єгипетської Александрії, де до складу експедиції приєднався ще один українець, колишній матрос із панцерника «Потьомкін», який тривалий час проживав на Близькому Сході. Після тривалих приготувань у єгипетському порту експедиція відбула до Бомбея. По прибуттю до Індії Сошенко зустрічається там зі своїм старим індійським знайомим, який розповідає йому про старовинний камінь Чінтамані, який буцімто впав з неба у далекому минулому, уламки якого зберігались у старовинному індійському храмі, зруйнованому під час війн із мусульманськими володарями Індії, жерцями в якому були предки індійського знайомого Сошенка. Сошенко разом із іншими українцями вирішують паралельно із пошуком корисних копалин розпочатки розшуки старовинного храму. Як цікавий факт вони дізнаються, що на боці індійців воював запорозький козак Андрій Почекайбрат, який привіз чашу Грааля (з тексту роману — фрагмент Чінтамані), щоб передати його в індійський храм, щоб усі фрагменти древньої реліквії об'єднати в одне ціле за заповітом його французьких побратимів. Проте Сошенко помирає по дорозі до храму, й експедиція вимушено завершується зі смертю її керівника, а більшість її щоденників після повернення частини українців додому зникають у вирі політичних перетворень цієї епохи.
Далі в романі описуються подальше вивчення українськими вченими кристала-скарабея, які приходять до висновку, що зоряний кристал є не тільки зменшеним макетом Землі, а й своєрідним макетом Всесвіту, та здатний до самоорганізації, тобто є своєрідним іншопланетним комп'ютером. До вивчення кристала-скарабея долучаються індійські вчені, які добре вивчили легенду про Чінтамані, та на власні очі бачили інші подібні предмети в себе на батьківщині, а також у Великій Британії, звідки їх вивезли англійці під час свого колоніального панування. Окрім того, індійський учений привіз із собою рукопис запорізького козака, у якому він розказує про своє знайомство із нащадком альбігойців, які зуміли сховати чашу Грааля, проте не зуміли до кінця виконати заповіт альбігойських єпископів, і останнім, хто може виконати цей заповіт, є саме товариш запорожця. Однак француз отримує смертельне поранення в бою, у якому він мав здобути останню частину заповіту, і заповідає козакові виконати цей заповіт.
Через понад десять років козак зумів розшукати решту заповіту, знайти чашу Грааля, та довідатись, що її треба доставити в Індію, до Храму Неба. Після довгої подорожі козак зумів дістатися до Індії, проте тривалий час не міг знайти Храм Неба. Паралельно під час експериментів українських учених над кристалом він раптово щезає, одночасно із зникненням чаші на аукціоні в Лондоні. Одночасно українські та індійські дослідники встановили, що чашу Грааля міг доставити до Лондона згаданий вище козак Андрій Почекайбрат, і вона могла бути частиною скарбів Полуботка. Подальші дослідження іншопланетних артефактів вирішено продовжити в Індії, де їх спостерігали востаннє. Українські та індійські вчені фіксують їх під час старту космічного корабля, створеного ученими цих країн, і їх присутність свідчить про початок нової епохи в історії людства.

## Цитати про роман
Іван Дзюба:

Твір вдало поєднує мотив власне науково-фантастичний з авантурним, пригодницьким… Роман наснажений гуманістичними думками про людство як сім'ю народів, про спільність їхньої долі, про майбутнє, про потребу взаєморозуміння і вселюдської солідарності… «Зоряний кристал» читається з цікавістю й користю. До того ж він один із небагатьох науково-фантастичних творів, у яких відчувається виразна українська національна специфіка: і на рівні матеріалу, і на рівні поетики. Якоюсь мірою він зорієнтований і на наше самопізнання як народу.

Олег Покальчук:

Розглядаючи роман «Зоряний кристал» з літературознавчої точки зору, слід віддати належне блискучій композиції твору, вмілому переплетінню фабули та зграбній побудові карколомного сюжету, який би склав честь будь-якій пригодницькій книжці. Завдяки цьому досягається динаміка викладу, за яким читач стежить з неослабною увагою… Запорізькі козаки й мушкетери, індійські браміни та агенти кайзерівської Німеччини, жерці єгипетських храмів та інші персонажі, повнокровні, живі, переконливі, мандрують сторінками роману.